# Лайзаншах
Лайзаншах — титул правителей княжества Лайзан с 861 года, входившего в состав государства Ширваншахов.
Первым независимым правителем с титулом Лайзаншах в 861 году стал брат Ширваншаха Хайсам ибн Халида - Йазид ибн Халид. Ему наследовал его сын Мухаммад ибн Йазид. С 917 года правителем становится Абу Тахир Йазид ибн Мухаммад. Воспользовавшись ослаблением власти Ширваншаха Али ибн Хайсама, он напал на него и казнил его и сына и принял титул Ширваншаха объединенных территорий.